# Orden del Libertador San Martín
La Orden del Libertador San Martín es una distinción que otorga la República Argentina exclusivamente «a los funcionarios civiles o militares extranjeros que en el ejercicio de sus funciones, merezcan en alto grado el honor y reconocimiento de la Nación».

## Historia
Debe su nombre al general José de San Martín, llamado Padre de la Patria y Libertador. El diseño original lo hizo el ingeniero y escultor argentino Ángel Eusebio Ibarra García.
Fue creada por Decreto n.° 5.000 del 17 de agosto de 1943; reformado por la Ley n.° 13. 202 del 21 de mayo de 1948; la que a su vez fue derogada por el Decreto Ley n.° 16.628 del 17 de diciembre de 1957, que recrea la Orden. Las modificaciones introducidas lo fueron solamente en la forma. La reglamentación aún vigente fue aprobada por Decreto n.° 16.643 del 18 de diciembre de 1967.
En el reverso del anterior billete de cinco pesos argentinos se puede ver parte (el cóndor andino y el sable con la corona de laureles) del collar de la Orden del Libertador San Martín.

## Capítulo de la Orden
La Orden está a cargo de un Consejo integrado por el gabinete nacional, presidido por el gran maestro de la Orden, que es el ciudadano que es presidente de la nación, siendo el ministro de Relaciones Exteriores, Comercio Internacional y Culto el gran canciller de la Orden. El gran maestre es quien confiere la condecoración. La sede de la Orden es el edificio del Ministerio de Relaciones Exteriores, Comercio Internacional y Culto.

## Grados
Desde la reglamentación de 1957, solo puede ser concedida a extranjeros. Posee diversos grados (de mayor a menor orden):
Extraordinario
El Grado Extraordinario de la Orden del Libertador San Martín se otorgó solo una vez, a Eva Perón, en 1952 mediante un proyecto del doctor Cámpora y siendo iniciativa del entonces presidente Juan Domingo Perón. En sesiones especiales y extraordinarias el Congreso argentino aprobó este proyecto por unanimidad de votos, convertido así en la ley 10.123. El collar estaba compuesto de 3.821 piezas de oro y platino y 753 piedras preciosas, fue confeccionado por la joyería Ghiso S.A. y diseñado por Aída Louzao. Luego del golpe de Estado de septiembre de 1955 fue desengarzado y los pedazos subastados.
Collar
Los condecorados con el collar usan el mismo pendiendo del cuello. Exclusivo para soberanos o jefes de Estado.
 Gran Cruz
Los condecorados con la Gran Cruz usan la banda de derecha a izquierda de la cual pende la insignia de la Orden, además de una plaqueta que deberá llevarse en el lado izquierdo del pecho. La reciben Vicepresidentes, Presidentes de Poderes, Ministros del Poder Ejecutivo, Ministros de la Corte Suprema, Embajadores Extraordinarios y Plenipotenciarios, Comandantes en Jefe y cargos similares, Tenientes Generales, Almirantes, Brigadieres Generales, Presidentes de Asambleas Nacionales y demás funcionarios de categorías equivalentes.
 Gran Oficial

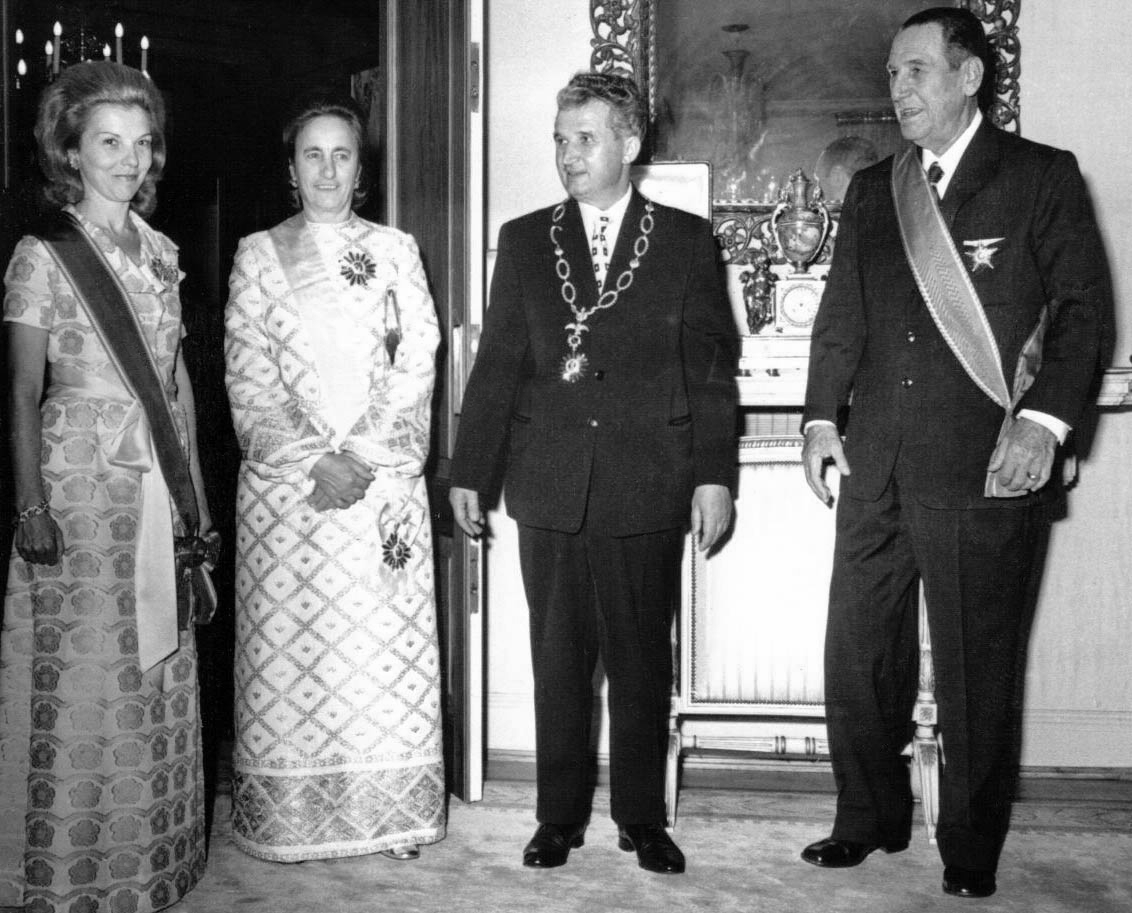
N. Ceausescu, como presidente de Rumania, recibió el Collar. Su esposa, como viceprimera ministra de Rumania, recibió la Gran Cruz. Foto de 1974 con el presidente Perón y la vicepresidenta.

Los Grandes Oficiales usan la placa del lado izquierdo del pecho. La reciben Miembros Asambleas Legislativas, Enviados Extraordinarios y Ministros Plenipotenciarios, Ministros Consejeros, Generales de División y de Brigada, Vicealmirantes, Contraalmirantes, Brigadieres Mayores y Brigadieres y demás funcionarios de categorías equivalentes.
 Comendador
Los Comendadores usarán la medalla pendiendo de una cinta azul celeste y blanca sujeta al cuello. Encargados de Negocios, Consejeros y Cónsules Generales, Coroneles y Teniente Coroneles, Capitanes de Navío y de Fragata, Comodoros, Vicecomodoros y demás funcionarios de categorías equivalentes.
 Oficial
Los Oficiales usan la medalla pendiendo de una cinta azul celeste y blanca del lado izquierdo del pecho. La reciben Secretarios y Cónsules de Primera, Segunda y Tercera Clase, Mayores y Capitanes, Capitanes de Corbeta, Tenientes de Navío, Comandantes y Capitanes de Aeronáutica y demás funcionarios de categorías equivalentes.
 Caballero
Los Caballeros usan la medalla pendiendo de una cinta azul celeste y blanca del lado izquierdo del pecho. La reciben Agregados, Vicecónsules y Oficiales de las Fuerzas Armadas de grados inferiores a los anteriormente citados y demás funcionarios de categorías equivalentes.
Además de la condecoración, el agraciado recibe un mensaje de puño y letra del Gran Maestre (grado collar) o un diploma firmado por el mismo (demás grados), un ejemplar conteniendo la Ley y Reglamento, el libro San Martín Estadista de Ricardo Rojas y una relación de los condecorados hasta la fecha.
Las personas condecoradas con la Orden podrán ser promovidas a propuesta de uno de los miembros que integran el Consejo, entre los grados de Caballero y Gran Cruz, teniéndose en cuenta para esto los nuevos méritos y virtudes democráticas correspondientes a su nueva investidura en el desempeño de la función.

## Retiro de la Orden del Libertador San Martín a Nicolás Maduro (2017) y, a título póstumo, a Augusto Pinochet (2023)
La Orden del Libertador en sus diversos grados puede ser retirada a la persona agraciada con ella por decisión del Presidente de la Nación y el Consejo de la Orden.  
Así aconteció el 3 de agosto de 2017, cuando el presidente Mauricio Macri retiró el Gran Collar otorgado a Nicolás Maduro, como Presidente de la República Bolivariana de Venezuela, por la presidenta Cristina Fernández de Kirchner. Mediante un decreto se oficializó esta decisión invocando la persecución a los opositores y a la violación de los Derechos Humanos de la población venezolana, como razones por la cual el Gobierno argentino retiraba el honor conferido a Maduro.
Un acto similar aconteció el 7 de septiembre de 2023, cuando el Gobierno argentino retiró mediante decreto a título póstumo el Gran Collar otorgado al dictador chileno Augusto Pinochet, por ser el partícipe principal del golpe de Estado contra el gobierno de Salvador Allende, además de que "“No resulta razonable que quien asaltó el poder y ejecutó políticas que avasallaron la vida y degradaron la condición humana pueda invocar la dignidad que las condecoraciones otorgadas suponen..." (sic), según los fundamentos de la decisión.
En el mismo decreto, firmado por el presidente Alberto Fernández, se despojó al dictador chileno de la Gran Cruz de la Orden de Mayo y la Orden de Mayo al Mérito Militar otorgadas entre 1973 y 1993.